# Laurent Garcias
Laurent Garcias est un homme politique français né le 4 novembre 1779 à Saint-Laurent-de-Cerdans (Pyrénées-Orientales) et mort le 9 septembre 1859 à Saint-André (Pyrénées-Orientales).

## Biographie
Laurent André Antoine Garcias est le fils d'Antoine Garcias, droguiste et négociant à Saint-Laurent-de-Cerdans et de Marguerite Ponsich. 
Banquier en Espagne, il y fait fortune et rentre en France en 1823. Il est député des Pyrénées-Orientales de 1830 à 1848, siégeant dans la majorité soutenant les ministères de la monarchie de Juillet.
Officier de la Légion d'honneur, il décède célibataire en son château de Taxo d'Amont, sur la commune de Saint-André, le 9 septembre 1859. Le peintre Laurent Auberge de Garcias lui est apparenté.